# Éric Louvel
Pour les articles homonymes, voir Louvel.
Eric Louvel (né le 31 mai 1962 à Dieppe) est un coureur cycliste français, professionnel de 1985 à 1987. 

## Palmarès
- 1981
  - Paris-Vallangoujard

- 1983
  - Une étape du Tour de l'Essonne[1]
  - 2e de Paris-Montdidier

- 1984
  - Paris-Rouen
  - 9e étape de la Course de la Paix

- 1986
  - 4eb étape de Paris-Nice (contre-la-montre par équipes)

## Résultats sur les grands tours

### Tour de France
1 participation
- 1986 : 111e

### Tour d'Espagne
1 participation
- 1985 : 97e

## Palmarès sur piste

### Jeux olympiques
- Los Angeles 1984
  - 6e de la poursuite par équipes

### Championnats de France
- 1981
  - 2e du championnat de France de poursuite par équipes amateurs
- 1984
  -  Champion de France de poursuite amateurs
- 1986
  - 2e du championnat de France de la course aux points